# 프로이센 미덕
프로이센 미덕(preußische Tugenden)은 역사적 프로이센 왕국(1701년–1918년)과 관련된 미덕이다. 이는 프로이센의 군국주의와 프로이센 육군의 윤리 강령뿐만 아니라, 루터교 경건주의와 계몽주의의 영향을 받은 정직함과 절약 같은 부르주아적 가치에서 파생되었다. 성실함, 질서, 근면을 포함하는 이른바 "독일 미덕" 역시 프로이센 미덕으로 거슬러 올라갈 수 있다.

## 역사

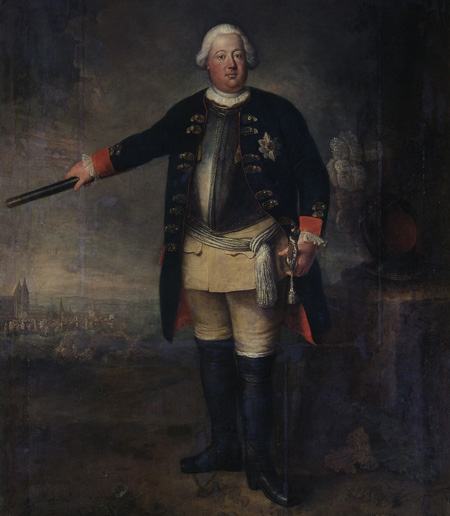
프로이센의 프리드리히 빌헬름 1세

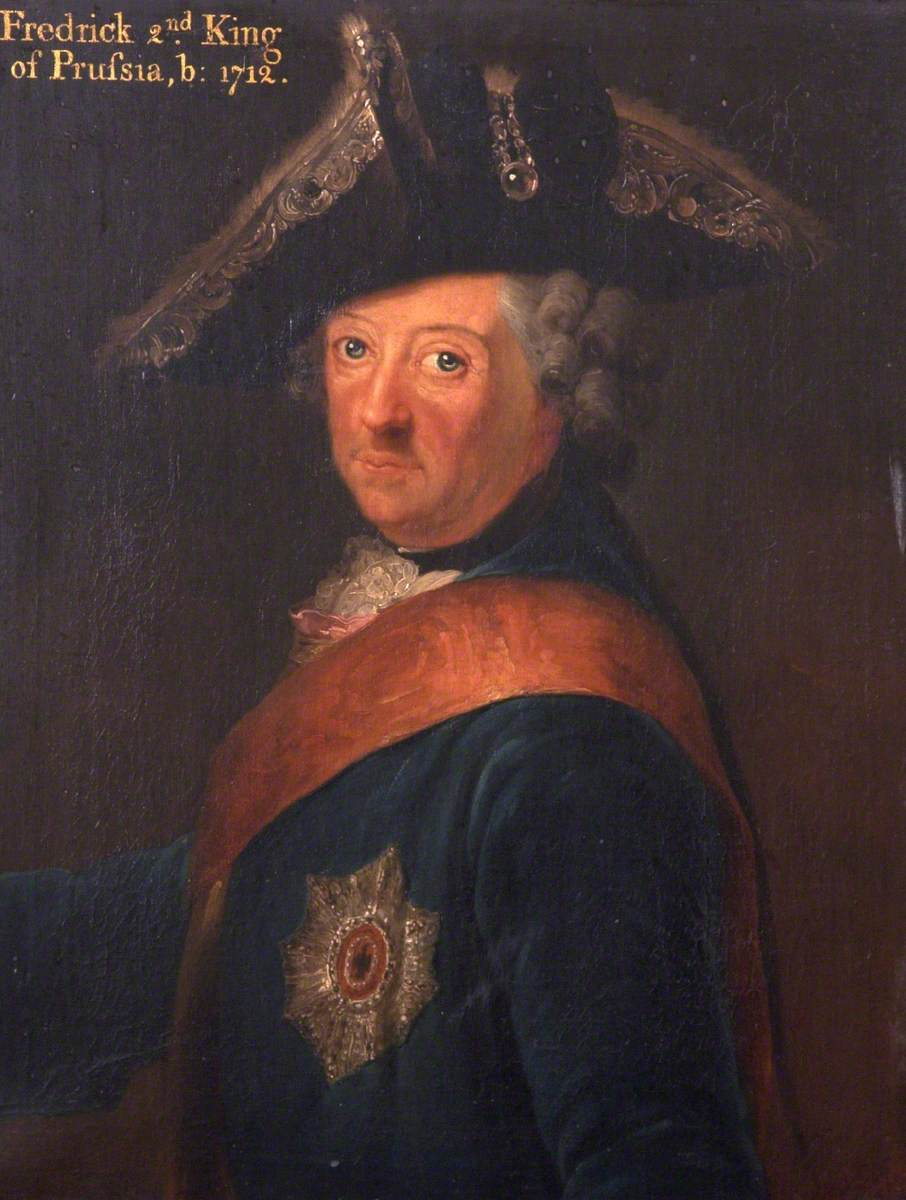
프리드리히 대제

개인의 경건함과 활동적인 기독교 생활을 강조하는 경건주의는 17세기 후반 건립 이래 프로이센 궁정과 귀족에게 상당한 영향을 미쳤다. 프리드리히 빌헬름 1세 (재위 1713년–1740년)는 칼뱅주의자였지만, 루터교 기반의 경건주의를 크게 존중했다. 그는 그것이 왕국과 궁정 내 루터교와 칼뱅주의자 간의 긴장을 완화하는 영향을 미친다고 느꼈다. 또한 자선 학교와 고아원을 연 프랑케 재단과 같은 실질적인 사회적 이점을 가져왔다. 경건주의는 모든 수준의 프로이센 정부 기관과 모든 신분들 사이에서 빠르게 밀접하게 얽혔다. 할레 대학교에서 경건주의 정신으로 교육받은 수많은 목사와 행정관들이 그 가치를 전국에 전파했다. 경건주의는 경건주의자들이 도박과 사창가 이용과 같은 군대의 악습을 근절하려는 시도를 옹호한 야전원수 두비슬라프 그네오마르 폰 나츠머와 같은 프로이센의 고위 장교들에게도 받아들여졌다. 

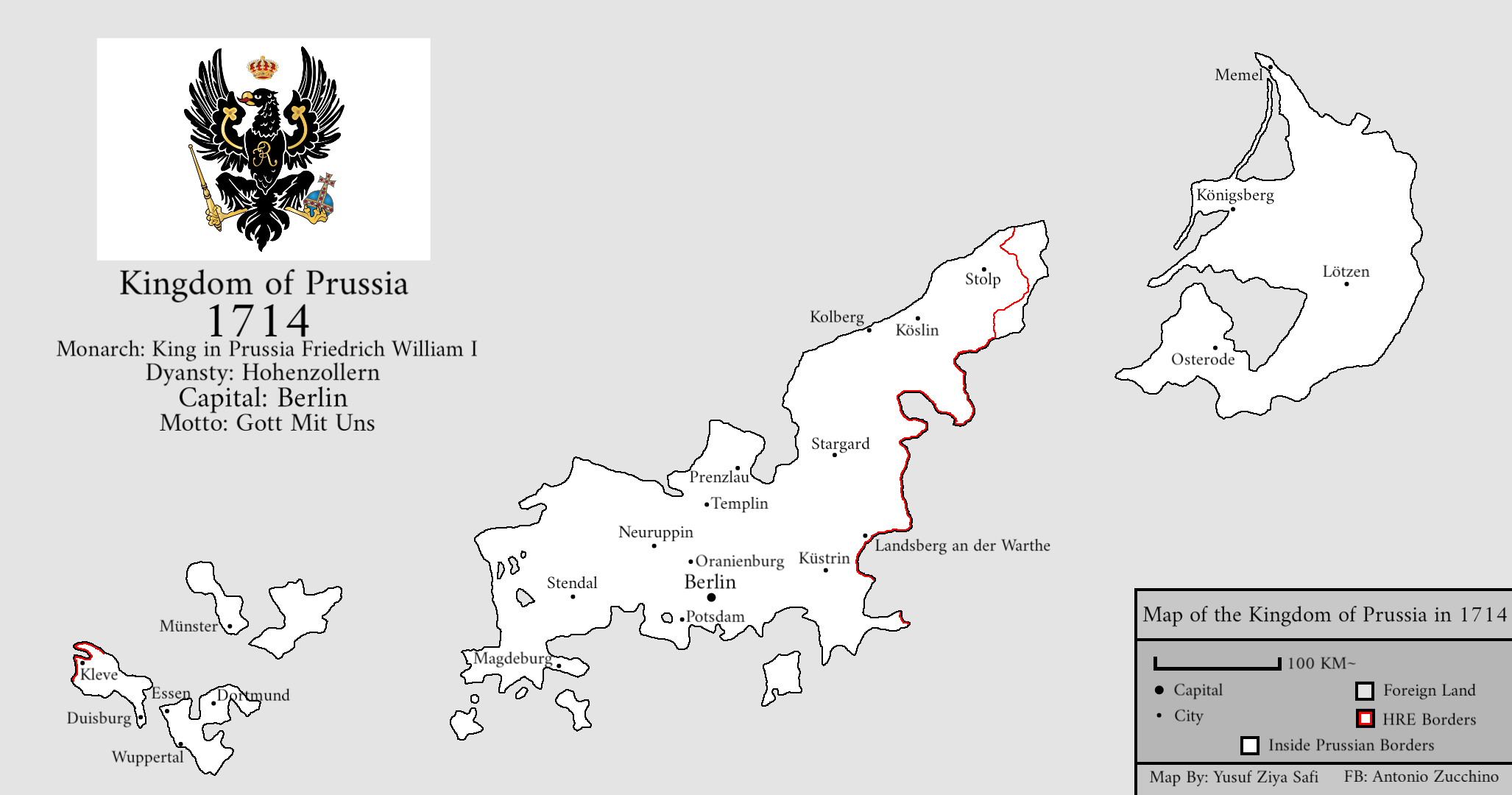
1714년의 프로이센 왕국

당시 프로이센 영토는 광대한 지역, 일부는 서로 멀리 떨어져 있었고 인구 구성이 이질적이었다. 프로이센인의 대다수는 루터교도였고 소수(통치 가문 일부 포함)는 칼뱅주의자, 또 다른 소수는 가톨릭 신자였다. 프리드리히 대제 (재위 1740년–1786년)가 유대인들을 국내로 들여온 후, 여러 작은 독립 교회들과 함께 총 4개의 큰 종교 공동체가 국가에 존재하게 되었다. 민족적으로는 독일 다수 외에 슬라브족(폴인, 소르브인, 카슈브인)과 발트족(프로이센 리투아니아인과 쿠르스족) 소수 민족, 그리고 특히 베를린에 거주하는 상당수의 인구는 프랑스 위그노의 후손들로 구성되었다. 그러한 이질적인 국가에서 결국 "프로이센 국가 종교"의 성격을 띠게 된 경건주의 사상은 귀중한 공통 영역으로 입증되었다.
프리드리히 빌헬름 1세는 왕위에 오르자 프로이센이 심각한 빚더미에 앉아 있음을 발견하고 질서, 근면, 겸손, 경건함을 성공적인 국가 개혁과 재편의 지침으로 삼았다. 그는 자신을 신하들의 도덕적 모범으로 보았다. 아버지와 달리 프리드리히 대제는 볼테르와 프랑스 계몽주의를 숭배하는 미학가였고 경건주의에 기울지 않았다. 그럼에도 불구하고 그는 아버지의 많은 이상에 묶여 있다고 느꼈고 프리드리히 빌헬름의 "프로이센 국왕의 첫 번째 하사관"이라는 자화상에서 약간만 벗어나 자신이 "국가의 첫 번째 하인"이 되기를 바란다고 말했다. 그는 이성과 관용이라는 계몽주의 이상을 프로이센 통치에서의 개인적 행동 준칙으로 여겼다.
프리드리히 빌헬름과 그의 아들을 통해 경건주의의 가치는 계몽주의의 가치와 결합되었다. 그들은 프로이센에게 진보적인 법률 체계와 행정, 왕실에 충성하는 장교단, 그리고 대선제후 프리드리히 빌헬름 (재위 1640년–1688년)의 바로크 국가에서 현대 유럽 강국으로 프로이센이 부상하는 것을 촉진한 "이성의 애국주의"를 제공했다. 이러한 변화는 프로이센의 경제적으로 미미한 자원에도 불구하고 이루어졌다. 프로이센은 30년 전쟁 (1618년–1648년) 동안 큰 황폐와 인구 감소를 겪었으며 모래가 많고 경작하기 어려운 토양이 있어 "신성 로마 제국의 잉크 지우개 상자"라고 불렸다.
1806년 나폴레옹에게 예나-아우어슈테트 전투에서 패배한 후 시작되어 1815년 빈 회의까지 지속된 프로이센 개혁 운동은 왕국의 이후 발전에도 영향을 미쳤다. 개혁은 지방 자치 단체, 군대, 학교, 대학, 세금에 영향을 미쳤고, 일부 제한 사항을 제외하고 프로이센 유대인에게 다른 시민들과 동일한 권리와 의무를 부여한 1812년 해방령을 포함했다. 군대 개혁은 왕과 병사 사이의 관계를 영구적으로 변화시키고 "군복 재킷을 명예의 망토로 만들었기" 때문에 프로이센 가치 발전에 특히 중요했다. 1813년 나폴레옹에 대한 해방 전쟁 이후 발전된 책임 감수 의지에 기반한 새로운 지도 원칙 (하지만 프리드리히 대제까지 거슬러 올라가는 선례가 있었다) 역시 경건주의와 계몽주의의 프로이센 공생 관계를 창출한 이상에서 성장했을 가능성이 있다.
프로이센 미덕은 루트비히 횔티의 시 늙은 농부가 그의 아들에게(Der alte Landmann an seinen Sohn)의 첫 줄에 요약되어 있다. 이 시는 모차르트의 1791년 오페라 마술피리의 소녀 또는 작은 아내(Ein Mädchen oder Weibchen) 멜로디에 맞춰 곡이 붙여졌고, 프리드리히 대제가 원래 매장되었던 포츠담 주둔지 교회의 카리용에 의해 매일 연주되었다. 이 시는 "항상 신의와 정직함을 실천하라 / 차가운 무덤까지 / 그리고 한 치의 오차도 없이 / 신의 길에서 벗어나지 말라."로 시작한다.

## 미덕
프로이센 미덕은 수나 종류가 정해져 있지 않으므로 규범을 형성하지 않는다. 복종을 제외하고 모두 기본 미덕(일반적으로 신중, 정의, 용기, 절제)으로 거슬러 올라간다.

### 주로 군사적 중요성을 가진 미덕
군사 영역에서 비롯된 것은 아니지만, 프로이센 미덕의 이상은 군사 영역에 강하게 영향을 미치고 곧 가장 두드러진 특징 중 일부가 되었다. 엄격한 계층 구조는 프로이센 사회 시스템의 특징이었으며, 그 결과 추구해야 할 특성에는 충성심, 국가와 왕을 이롭게 하는 자기 부인(독일 작가 발터 플렉스는 프로이센 병사의 충성 서약을 시에서 칭찬했다: "프로이센 국기에 맹세하는 자는 더 이상 자신에게 속한 것을 갖지 않는다"), 자기 연민 없는 용기("불평하지 않고 고통받는 것을 배우라"), 복종, 용기, 복종(하지만 솔직함 없이는 안 됨)이 포함되었다. 필수적인 군사 미덕인 (자기) 규율은 타인에게 보다 자신에게 더욱 엄격함(Härte)을 수반했다.

### 전반적인 사회적 중요성을 가진 미덕
- 성실함 (Aufrichtigkeit)
- 겸손 (Bescheidenheit)
- 정직함[11] (Ehrlichkeit)
- 근면[10] (Fleiß)
- 솔직함 (Geradlinigkeit)
- 정의감 (Gerechtigkeitssinn): suum cuique = 각자에게 자신의 몫/응분의 것, 프로이센 흑수리 훈장의 표어
- 성실함[11] (Gewissenhaftigkeit)
- 희생할 의지[12] (Opferbereitschaft)
- 질서 감각[10] (Ordnungssinn)
- 의무감[10] (Pflichtbewusstsein)
- 시간 엄수[10] (Pünktlichkeit)
- 정직함 (Redlichkeit)
- 청결[11] (Sauberkeit)
- 절약[10] (Sparsamkeit)
- 관용[10] (Toleranz)
- 비부패성[10] (Unbestechlichkeit)
- 절제 / 자기 부인 (Zurückhaltung): Mehr sein als scheinen ("겉모습보다 존재하는 것")
- 결단력 (Zielstrebigkeit)
- 신뢰성[11] (Zuverlässigkeit)

"프로이센 국왕을 위하여"(즉, 무료로, 아무것도 받지 않고)라는 뜻의 프랑스어 속담 pour le Roi de Prusse는 때때로 이러한 미덕에 기인한다고 여겨진다.

### 세계관의 미덕
경건함은 적어도 프리드리히 빌헬름 1세 이후로 프로이센 미덕으로 여겨졌다. 그의 아들 아래에서도 종교적 관용의 측면에서 높은 우선순위를 유지했다. "모든 사람은 자신의 방식대로 축복받을 것이다"는 프리드리히 대제의 모토가 되었다. 그의 국가 후원 코스모폴리타니즘 역시 경제적 동기를 가졌다. 프리드리히가 유대인을 국내로 허용했을 때, 그는 그들에게 높은 특별 세금을 지불하도록 의무화했다.

### 전형적인 인용문
테오도어 폰타네는 소설 데어 슈테힐린에서 한 장교에게 이렇게 말했다:
"봉사가 전부이고, 멋을 내는 것은 단지 허세일 뿐이다. [...] 진정으로 고귀한 사람은 통치자가 아니라 의무감을 따른다. 우리에게 주어진 것은 삶의 즐거움도, 심지어 사랑, 진정한 사랑도 아니고 오직 의무뿐이다. 더욱이 이것은 특히 프로이센적인 것이다. 우리는 이것으로 다른 나라들보다 뛰어나며, 심지어 이를 이해하지 못하고 우리에게 나쁜 생각을 품은 사람들 사이에서도 우리의 우월성이 거기에서 비롯된다는 생각이 싹튼다."

7년 전쟁 중 후베르투스부르크 성을 약탈하라는 프리드리히 대제의 명령을 거부한 요한 프리드리히 아돌프 폰 데어 마르비츠 장군의 묘비에는 "그는 복종이 명예를 가져오지 않는 곳에서 불명예를 택했다"고 새겨져 있다.
프랑스 속담: Être Prussien est un honneur, mais pas un plaisir. ("프로이센인이 되는 것은 명예지만 즐거움은 아니다.")

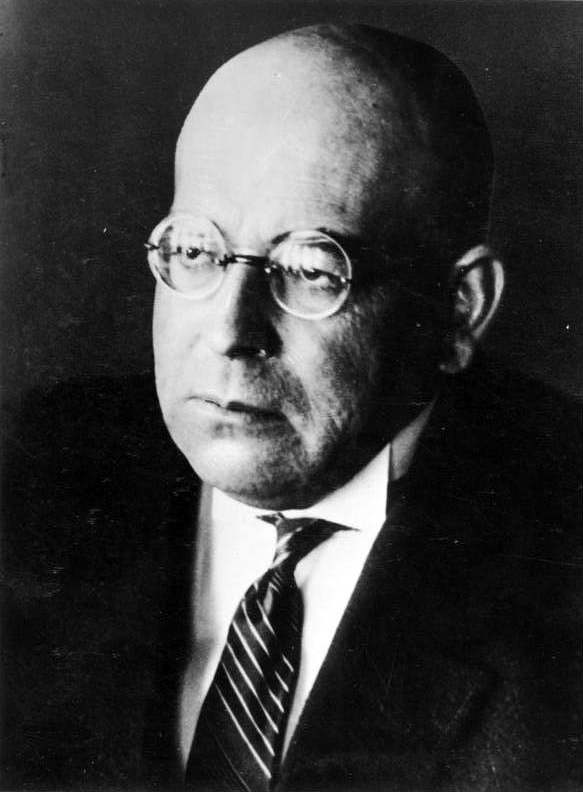
오스발트 슈펭글러

역사 철학자 오스발트 슈펭글러는 1919년 저서 프로이센주의와 사회주의에서 프로이센주의가 특정 독일적, 본질적으로 자유롭지 않고 반민주적이며 반혁명적인 사고방식의 기초라고 평가했다:
"독일, 더 정확히는 프로이센 본능은 전체에게 권력이 있다는 것이었다. 개인은 전체에 봉사한다. 전체가 주권자이다. 왕은 오직 국가의 첫 번째 하인일 뿐이다 (프리드리히 대제). 모든 사람은 자신의 위치를 갖는다. 그는 명령받고 복종한다."

## 비판
프로이센 미덕은 처음부터 비판을 받았는데, 예를 들어 부르주아지들 사이에서는 과학과 예술로부터 멀리 떨어져 있고, 민주주의에 적대적이며, 국가 통제적이고 군국주의적인 특성인 "명령과 복종" 때문이었다. 노동 운동은 특히 후자 두 가지 특성에 반대했다. 1960년대 시위 동안, 국가사회주의 정부에 대한 독일 국민의 충성심과 복종이 매우 만연했기 때문에, 이러한 미덕은 극도로 의심스럽게 여겨지고 해방적인 "주요 미덕"에 비해 "부차적 미덕"으로 격하되었다.

미국의 리처드 로즈는 하인리히 힘러의 프로이센 "강인함" 원칙을 수십만 명의 독일인이 유대인 절멸을 기꺼이 수행하게 된 전제 조건으로 보았다:

힘러는 비무장 민간인을 학살하는 혐오스러운 임무를 슈츠슈타펠의 아우라의 일부로 만들려고 노력했다. 그는 노력에 있어서 도덕적으로 비난받을 만하고 심리적으로 스트레스가 많은 경험이 미덕, 즉 강인함으로 변환되는 프로이센 군사 전통을 활용할 수 있었다.
힘러는 1940년 가을에도 강인함이라는 미덕을 언급하며 슈츠슈타펠 장교들에게 슈츠슈타펠이 영하 40도의 날씨에 폴란드의 수십만 명의 폴란드인을 이주시켰고, 수천 명의 주요 폴란드인을 총살할 "강인함"을 가져야 한다고 말했다.

"그러한 처형이 우리 대원들에게 가장 힘든 일이 되어야 한다는 것이 항상 그래야 한다. 그리고 그들은 결코 나약해져서는 안 되며, 이빨을 악물고 임무를 수행해야 한다."
제2차 세계 대전에서 독일이 패배하고 연합군의 탈나치화 캠페인이 시작된 이래, 역사적인 독일 군국주의는 집단 책임과 Vergangenheitsbewältigung("과거 극복")에 초점을 맞춘 독일 문화에서 금기시되었다. 동시에 효율성, 규율, 근면과 같은 관련 비군사적, 부르주아적 미덕은 여전히 높은 평가를 받고 있다. 이로 인해 "프로이센 미덕"이라는 개념은 현대 독일에서 복잡한 감정으로 여겨지고 있다. 1968년 독일 학생 시위 중에는 군국주의적 미덕이 나치 정권의 잔학 행위의 전제 조건이었다고 비판받았다. 1870년대 문화투쟁 동안 예수회에 대한 비난으로 시작된 "맹목적인 복종"을 뜻하는 카다버게오르삼(직역하면 "시체 복종")이라는 용어는 프로이센 군사 정신에 대한 상투적인 경멸적인 용어로 사용되었다. 마찬가지로, 독일 제국 시대에는 절대적인 충성심이라는 군사적 미덕에 대한 긍정적인 의미로 사용되었던 니벨룽 충성심이라는 뜻의 니벨룽충이라는 용어는 파시즘의 광적인 충성심을 지칭하는 경멸적인 용어로 사용되었다. 1982년, 나토 이중 결정 논란 속에서 독일 사회민주당(SPD) 총리 헬무트 슈미트가 그러한 미덕으로 돌아가라고 촉구하자, 자르브뤼켄의 SPD 시장 오스카르 라퐁텐은 그것들이 "강제 수용소를 운영하기에 완벽하게 적합하다"고 논평했다. 2006년, 브란덴부르크주의 총리 마티아스 플라체크는 "정직, 신뢰, 근면과 같은 좋은 기본 미덕"을 언급하며 프로이센 미덕으로 돌아갈 것을 촉구했다.

## 같이 보기
- 푸로르 테우토니쿠스
- 칠레 공화국에 대한 독일 제국의 영향
- 얀테의 법칙
- 프로테스탄트 윤리
- 프로이센 육군
- 스토아 학파
- 미덕
- 무사도
- 계몽 전제주의